# Liste der Monuments historiques in Éméville
Die Liste der Monuments historiques in Éméville führt die Monuments historiques in der französischen Gemeinde Éméville auf.

## Liste der Bauwerke
| Bezeichnung     | Beschreibung              | Standort | Kennzeichnung | Schutzstatus | Datum | Bild           |
| --------------- | ------------------------- | -------- | ------------- | ------------ | ----- | -------------- |
| Kirche St-Léger | Erbaut im 13. Jahrhundert | (Lage)   | PA00114677    | Classé       | 1937  | weitere Bilder |

## Liste der Objekte
| Bezeichnung                     | Beschreibung                              | Standort                      | Kennzeichnung | Schutzstatus | Datum | Bild |
| ------------------------------- | ----------------------------------------- | ----------------------------- | ------------- | ------------ | ----- | ---- |
| Skulptur Madonna mit Kind       | Holz, erste Hälfte des 16. Jahrhunderts   | in der Kirche St-Léger (Lage) | PM60004449    | Inscrit      | 1996  |      |
| Skulptur des heiligen Sebastian | Stein, polychrom gefasst, 16. Jahrhundert | in der Kirche St-Léger (Lage) | PM60004450    | Inscrit      | 1996  |      |
| Glocke Marie-Adélaïde           | gegossen 1782                             | in der Kirche St-Léger (Lage) | PM60005406    | Inscrit      | 2020  |      |